# 若宮大路幕府
座標: 北緯35度19分20.3秒 東経139度33分20.9秒 / 北緯35.322306度 東経139.555806度

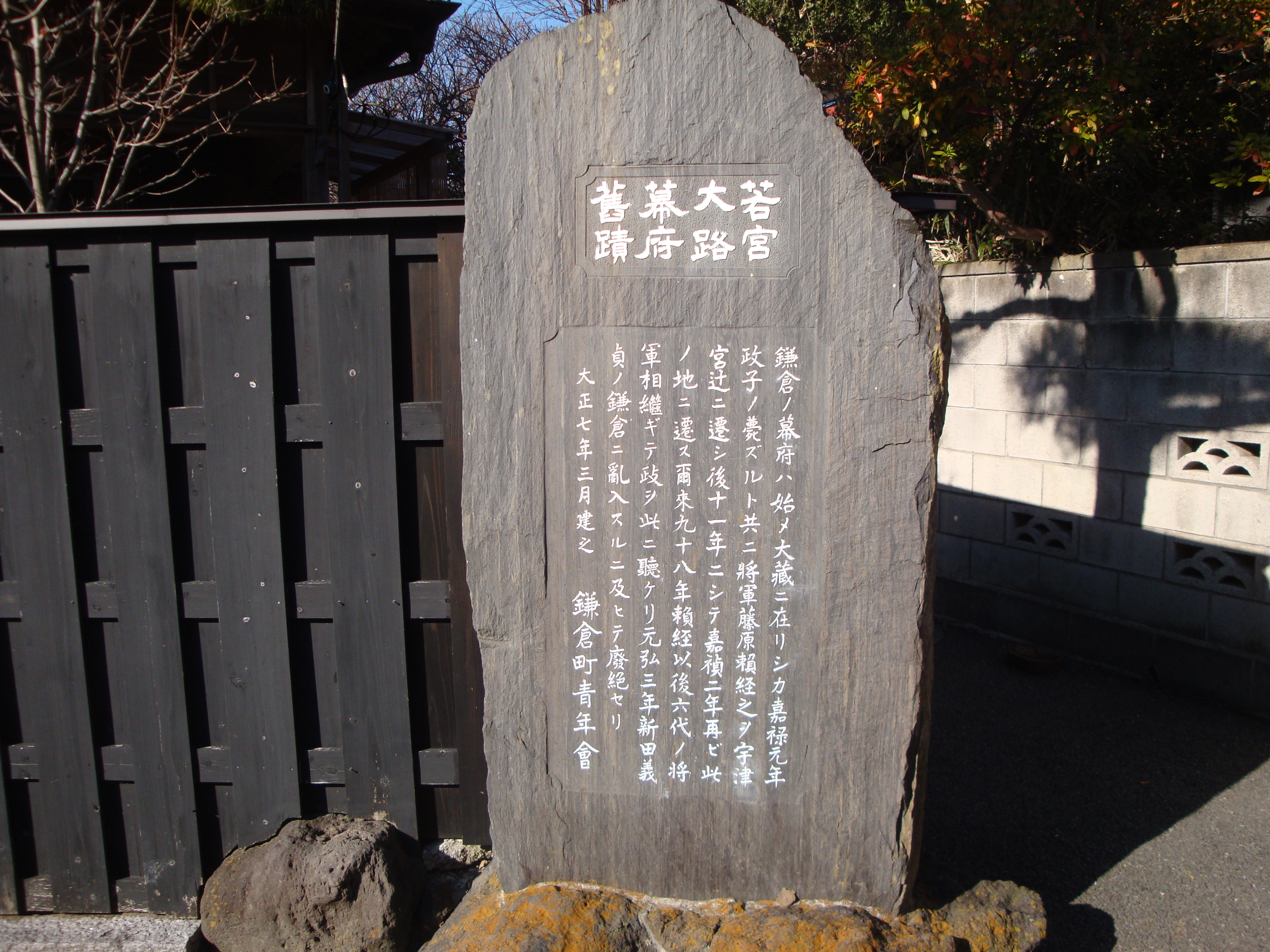
若宮大路幕府跡

若宮大路幕府（わかみやおおじばくふ）は、鎌倉時代の1236年（嘉禎2年）から1333年（元弘3年）にかけての98年間、鎌倉幕府将軍（鎌倉殿）の御所（幕府）が置かれた場所である。現在の神奈川県鎌倉市雪ノ下1丁目付近にあたる。若宮大路御所（わかみやおおじごしょ）ともいう。それ以前の幕府は宇都宮辻子北側にあった宇津宮辻子幕府で、若宮大路幕府は北条泰時によりさらに北側に移されたものとする説もあるが、同一所在地内で改築されたものとする説もある。

## 概要
所在地については、宇都宮辻子幕府敷地内の北側もしくは、泰時の邸宅の一部に移されたという説。場所は同じだが、入口が若宮大路側に面しているなど、諸説あって詳細は分かっていない。なお現在、若宮大路幕府跡の石碑が建つ場所は、遺跡名（埋蔵文化財包蔵地）では「鎌倉市No.282 北条小町邸跡（泰時・時頼邸跡）」となっており「若宮大路幕府」の名をもつ遺跡にはなっていない。移転の理由としては4代将軍九条頼経の病気が原因という説もあるが、これも詳細は良く分かっていない。
1333年（元弘3年）の新田義貞による鎌倉攻めにより鎌倉幕府と共に終焉を迎えた。